# Ernst von Lasaulx

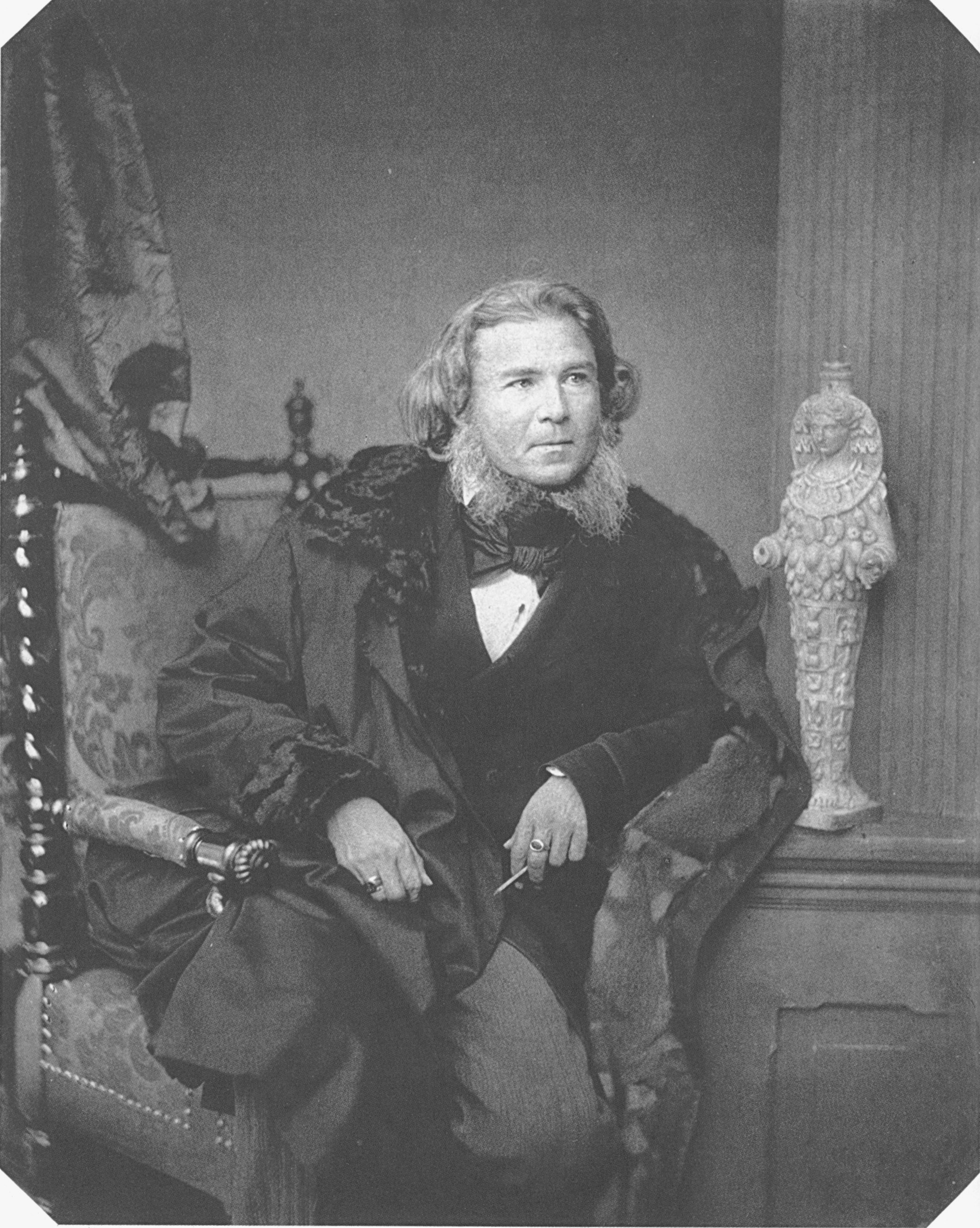
Ernst von Lasaulx, ca. 1860

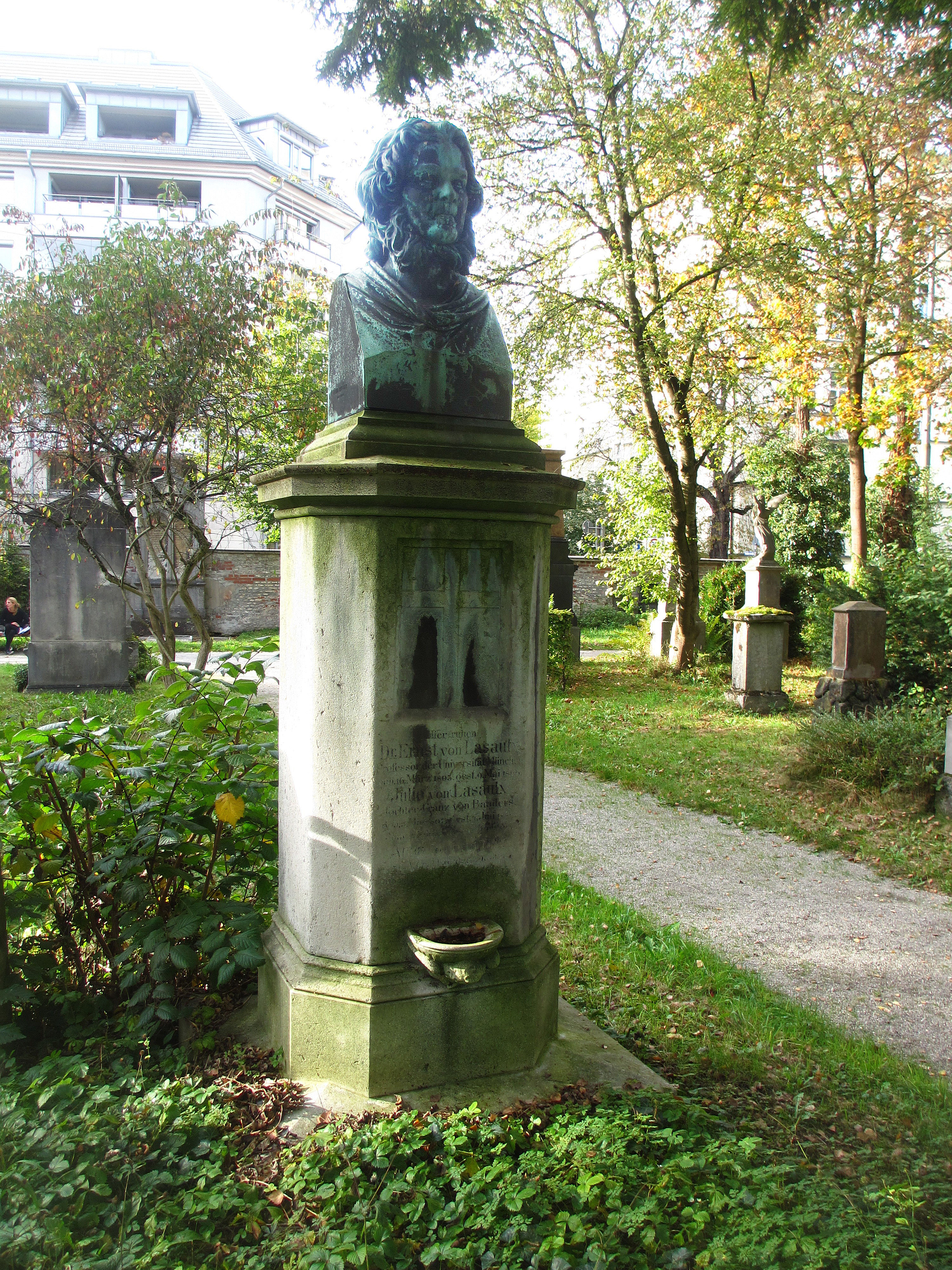
Grab von Ernst Lasaulx auf dem Alten Südlichen Friedhof in München

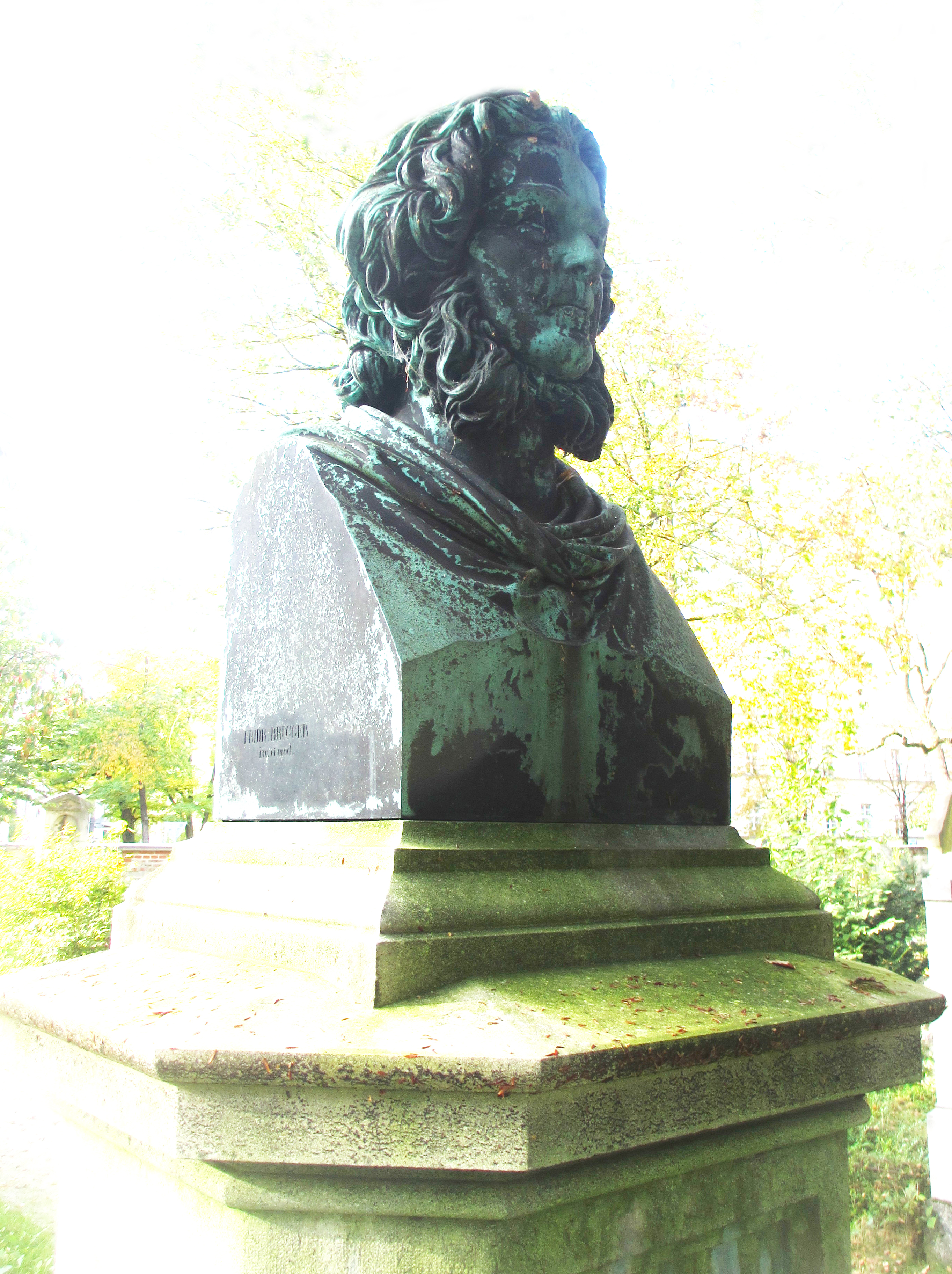
Büste auf Grab von Ernst Lasaulx (Künstler Friedrich Brugger)

Peter Ernst von Lasaulx [laˈsoː] (* 16. März 1805 in Koblenz; † 9. Mai 1861 in München) war ein klassischer Philologe, Geschichtsphilosoph und Politiker.

## Leben
Ernst von Lasaulx wurde als Sohn des katholischen Koblenzer Architekten Johann Claudius von Lassaulx (27. März 1781 bis 14. Oktober 1848) geboren. Die Familie stand in engem Kontakt u. a. zu Guido und Joseph Görres und Clemens Brentano. In den Jahren 1824 bis 1830 studierte Lasaulx an der Universität Bonn klassische Philologie; zu seinen Lehrern gehörten unter anderem August Wilhelm Schlegel und Barthold Georg Niebuhr. 1824 wurde er Mitglied der Alten Bonner Burschenschaft.
1830 suchte Lasaulx in den Bibliotheken von St. Florian, Kremsmünster, Mölk und Kloster-Neuburg nach Schriften Meister Eckharts. Den Ertrag brachte er nicht selbst zur Publikation, übergab schließlich aber die Funde aus Melk, München, Wien und Koblenz an Franz Pfeiffer, der diese Vorarbeiten für seine Eckhart-Ausgabe verwendete.
Nach längeren Reisen in Südeuropa und im Orient wurde Lasaulx 1835 erst außerordentlicher, 1837 dann Ordentlicher Professor an der Universität Würzburg. 1844 wurde Lasaulx Ordentlicher Professor für Philologie und Ästhetik an der Münchner Universität und Mitglied der Bayerischen Akademie der Wissenschaften. 1847 wurde ihm aufgrund seiner königskritischen Haltung in der Affäre um Lola Montez die Lehrerlaubnis entzogen.
Vom 18. Mai 1848 bis zum 7. Mai 1849 vertrat Lasaulx den 2. niederbayerischen Wahlkreis Abensberg in der Frankfurter Nationalversammlung. Dort vertrat er als Mitglied der Fraktion Café Milani konservative, auf die Stärkung von Monarchie und Kirche ausgerichtete Positionen.
1849 erhielt Lasaulx seine Lehrerlaubnis zurück. Im gleichen Jahr erhielt er ein Mandat in der Kammer der Abgeordneten im Bayerischen Landtag, dem er bis zu seinem Tod angehörte. Von 1856 bis 1857 war er Rektor der Münchener Universität.
In religionsphilosophischen Schriften versucht Lasaulx, eine prinzipielle Einheit der ethischen Gesinnung bei antiken und christlichen Menschen nachzuweisen, etwa in Parallelen bei Sokrates und Jesus. Seine religionsphilosophischen Auffassungen führten zu Konflikten mit der katholischen Kirche.
Vier seiner Werke wurden nach seinem Tod wegen angeblicher „gnostischer, pantheisierender Tendenzen“ auf den Index Librorum Prohibitorum der katholischen Kirche gesetzt (z. B. weil Lasaulx damit ja den Offenbarungs-Charakter des Christentums in Frage stellt).

## Familie
Er heiratete am 30. August 1835 in München Julie Baader (1807–1880), eine Tochter des Philosophen Franz von Baader. Das Paar hatte vier Kinder, von denen drei früh starben.

## Grabstätte
Die Grabstätte von Ernst Lasaulx befindet sich auf dem Alten Südlichen Friedhof in München (Gräberfeld 18 – Reihe 7 – Platz 1) Standort. Die Bronzebüste auf dem Grabmal ist von Friedrich Brugger gestaltet.

## Rezeption
Lasaulx wurde bald nach seinem Tod kaum noch rezipiert, erst wieder im 20. Jahrhundert, vor allem durch das Werk Jacob Burckhardts. Hans-Joachim Schoeps fand in ihm einen „Vorläufer Spenglers“ (1953), und zwar weil er, wie Carl Friedrich Vollgraff (dem er ohnehin viel verdankt), dem allgemeinen Fortschrittsglauben der Aufklärung misstraute.

## Werke

Ernst von Lasaulx, (Ölgemälde aus der Bildergalerie der Bayerischen Akademie der Wissenschaften Foto:BAdW)

- als Herausgeber: Peter Einsiedler: Kritische Bemerkungen über die Kölner Sache. Ein offener Brief an Niemand den Kundbaren und das urtheilsfähige Publikum. Stahel, Würzburg 1838, Digitalisat.
- Die Sühneopfer der Griechen und Römer und ihr Verhältnis zu dem Einen auf Golgatha. Ein Beitrag zur Religionsphilosophie. Voigt & Mocker, Würzburg 1841.
- Ueber den Sinn der Oedipussage. In: Verzeichnis der Vorlesungen, welche an der Königlich Bayerischen Julius-Maximilians-Universität zu Würzburg 1841 gehalten werden. 1841, ZDB-ID 859328-0, sep. pag.
- Prometheus die Sage und ihr Sinn. Ein Beitrag zur Religionsphilosophie. Abgedruckt aus dem Würzburger Lectionskatalog für das Wintersemester MDCCCLXIII–IV. Voigt und Mocker, Würzburg 1843.
- Über das Studium der griechischen und römischen Alterthümer. Vorgetragen am siebenundachtzigsten in öffentlicher Sitzung gefeierten Jahrestag der Königlichen Akademie der Wissenschaften. Königliche Akademie der Wissenschaften, München 1846, Digitalisat.
- Über die Bücher des Königs Numa. Ein Beitrag zur Religionsphilosophie. In: Abhandlungen der Philosophisch-Philologischen Classe der Königlich Bayerischen Akademie der Wissenschaften. Bd. 5, 1847, ZDB-ID 209997-4, S. 81–130, Digitalisat.

Zitat: … dass das christliche Rom auf den Trümmern des Heidenthums wie des Judenthums erbaut sei, das ist für die Philosophie der Geschichte eine unzweifelhafte Wahrheit.
- Über den Entwicklungsgang des Griechischen und Römischen und den gegenwärtigen Zustand des deutschen Lebens. Ein Beitrag zur Philosophie der Geschichte. Vorgetragen zur Feier des Namensfestes Seiner Majestät des Königs am 25. August 1847 in der öffentlichen Sitzung der Königlichen Akademie der Wissenschaften. Königliche Akademie der Wissenschaften, München 1847, Digitalisat.
- Die Geologie der Griechen und Römer. Ein Beitrag zur Philosophie der Geschichte. In: Abhandlungen der Philosophisch-Philologischen Classe der Königlich Bayerischen Akademie der Wissenschaften. Bd. 6, 1850, S. 517–566, Digitalisat.
- Zur Geschichte und Philosophie der Ehe bei den Griechen. In: Abhandlungen der Philosophisch-Philologischen Classe der Königlich Bayerischen Akademie der Wissenschaften. Bd. 7, 1852, S. 21–128, Digitalisat.
- Der Untergang des Hellenismus und die Einziehung seiner Tempelgüter durch die christlichen Kaiser. Ein Beitrag zur Philosophie der Geschichte. Literarisch-Artistische Anstalt der J. G. Cotta’schen Buchhandlung, München 1854, Digitalisat.

Zitat: … dass schon Kaiser Tiberius auf den Bericht des Pilatus die Absicht gehabt habe, Christum unter die Zahl der Götter aufnehmen zu lassen …
- Neuer Versuch einer alten auf die Wahrheit der Thatsachen gegründeten Philosophie der Geschichte. Literarisch-Artistische Anstalt der J. G. Cotta’schen Buchhandlung, München 1856, Digitalisat.
- Über die theologische Grundlage aller philosophischen Systeme. Vorgetragen zum Antritte des Rectorates der Ludwig-Maximilians Universität am 29. November 1856. Literarisch-Artistische Anstalt der J. G. Cotta’schen Buchhandlung, München 1856, Digitalisat.
- Des Sokrates Leben, Lehre und Tod. Nach den Zeugnissen der Alten dargestellt. Literarisch-Artistische Anstalt der J. G. Cotta’schen Buchhandlung, München 1857, Digitalisat.

Zitat: So steht unzweifelhaft das Beste der christlichen Lebenslehre dem Hellenismus ungleich näher als dem Judaismus.
- Die prophetische Kraft der menschlichen Seele in Dichtern und Denkern. Dem Herrn Geheimen Rathe und Professor D. Friedrich von Thiersch zur Feier seines fünfzigjährigen Doctor-Jubilaeums. In: Der Rector und Senat der Königlichen Ludwig-Maximilians-Universität dem Herrn Geheimen Rathe und Professor D. Friedrich von Thiersch zur Feier seines fünfzigjährigen Doctor-Jubilaeums am 18. Juni 1858. Literarisch-Artistische Anstalt der J. G. Cotta’schen Buchhandlung, München 1858, sep. pag., Digitalisat.
- Philosophie der schönen Künste, Architektur, Sculptur, Malerei, Musik, Poesie, Prosa. Literarisch-Artistische Anstalt der J. G. Cotta’schen Buchhandlung, München 1860, Digitalisat.
- Zur Philosophie der römischen Geschichte. In: Abhandlungen der Philosophisch-Philologischen Classe der Königlich Bayerischen Akademie der Wissenschaften. Bd. 9, 1861, S. 351–398, Digitalisat.
- Verschüttetes deutsches Schrifttum. Ausgewählte Werke 1841-1860. Neu herausgegeben und eingeleitet von Hans Erhard Lauer. Der Kommende Tag, Stuttgart 1925.